# Szlak Sanktuariów Maryjnych Diecezji Pelplińskiej
Szlak Sanktuariów Maryjnych Diecezji Pelplińskiej – szlak turystyczny w województwach: pomorskim i kujawsko-pomorskim, łączący 11 sanktuariów maryjnych i katedrę w Pelplinie, znajdujące się na terenie diecezji pelplińskiej. 

## Historia
Szlak został powołany z inicjatywy Wydziału Duszpasterskiego Kurii Diecezjalnej Pelplińskiej 17 czerwca 2017, w celu ożywienia i zdynamizowanie kultu maryjnego w diecezji poprzez odwiedzanie sanktuariów. Rok rozpoczęcia inicjatywy nie był przypadkowy, w jego trakcie była obchodzona m.in. 100. rocznica objawień fatimskich.

## Lista kościołów wchodzących w skład szlaku
Od momentu utworzenia szlaku w jego skład wchodzi 12 kościołów.
| Kościół                                                                                               | Parafia                                                        | Miejscowość         | Województwo        |
| --- | -------------------------------------------------------------- | ------------------- | ------------------ |
| Kościół Narodzenia Najświętszej Maryi Panny w Zamartem – Sanktuarium Matki Bożej Szkaplerznej         | Parafia Narodzenia Najświętszej Maryi Panny w Zamartem         | Zamarte             | kujawsko-pomorskie |
| Kościół Trójcy Świętej w Byszewie – Sanktuarium Matki Boskiej Byszewskiej Królowej Krajny             | Parafia Świętej Trójcy w Byszewie                              | Byszewo             | kujawsko-pomorskie |
| Kościół Nawiedzenia Najświętszej Maryi Panny w Topolnie – Sanktuarium Matki Bożej Uzdrowienia Chorych | Parafia Nawiedzenia Najświętszej Maryi Panny w Topolnie        | Topolno             | kujawsko-pomorskie |
| Kościół Matki Bożej Częstochowskiej i św. Stanisława w Świeciu – obraz Matki Bożej Częstochowskiej    | Parafia Matki Bożej Częstochowskiej i św. Stanisława w Świeciu | Świecie             | kujawsko-pomorskie |
| Kościół św. Wawrzyńca i Matki Kościoła w Płochocinie – obraz Matki Kościoła                           | Parafia św. Wawrzyńca i Matki Kościoła w Płochocinie           | Płochocin           | kujawsko-pomorskie |
| Sanktuarium Matki Bożej Pocieszenia w Lubiszewie Tczewskim                                            | Parafia Świętej Trójcy w Lubiszewie Tczewskim                  | Lubiszewo Tczewskie | pomorskie          |
| Sanktuarium Królowej Kaszub w Sianowie                                                                | Parafia Narodzenia Najświętszej Maryi Panny w Sianowie         | Sianowo             | pomorskie          |
| Sanktuarium Matki Bożej Kościerskiej Królowej Rodzin                                                  | Parafia Świętej Trójcy w Kościerzynie                          | Kościerzyna         | pomorskie          |
| Sanktuarium Matki Boskiej Bolesnej Królowej Anielskiej w Kościerzynie                                 | Parafia Świętej Trójcy w Kościerzynie                          | Kościerzyna         | pomorskie          |
| Kościół Świętego Mikołaja w Wielu – Sanktuarium Kalwaryjskie w Wielu                                  | Parafia Świętego Mikołaja w Wielu                              | Wiele               | pomorskie          |
| Kościół Narodzenia Najświętszej Maryi Panny w Piasecznie – figura Matki Bożej Piaseckiej              | Parafia Narodzenia Najświętszej Maryi Panny w Piasecznie       | Piaseczno           | pomorskie          |
| Bazylika katedralna Wniebowzięcia Najświętszej Maryi Panny w Pelplinie                                | Parafia Wniebowzięcia Najświętszej Maryi Panny w Pelplinie     | Pelplin             | pomorskie          |